# 瀬崎輝幸
瀬崎 輝幸（せざき てるゆき、1958年（昭和33年）6月10日 - 2022年（令和4年）4月27日）は、日本の実業家。エフエム山陰の社長を務めていた。

## 生涯
島根県松江市出身。山陰中央新報社の代表取締役を経て、2018年にエフエム山陰の社長に就任。まつえ環境市民会議の代表も務め、環境保全活動にも力をかけた。
2022年4月27日午前2時頃、病気のため死去。享年63歳。葬儀は4月29日午前に行われた。

## 人物
ギターを50年以上弾いていた。また、季節を問わず自然を感じるのが好きだったという。